# Silene hifacensis
Silene hifacensis là loài thực vật có hoa thuộc họ Cẩm chướng. Loài này được Rouy ex Willk. miêu tả khoa học đầu tiên năm 1885.